# All-Ireland Senior Hurling Championship 1924
L'All-Ireland Senior Football Championship 1924 fu l'edizione numero 38 del principale torneo di hurling irlandese. Dublino batté in finale Galway, ottenendo il quarto titolo della sua storia.

## Formato
Si tennero solo i campionati provinciali di Ulster, Leinster e Munster, i cui vincitori avrebbero avuto accesso diretto all'All-Ireland, dove avrebbe avuto accesso anche Galway, ammessa di diritto.

## Torneo
Leinster Senior Hurling Championship
| Portlaoise 4 maggio 1924 Semifinale | Dublin | 3-4 – 1-3 | Kilkenny | Portlaoise Park |

| 4 maggio 1924 Semifinale | Offaly | – | Wexford |  |

| Dublino 26 ottobre 1924 Finale | Dublin | 4-4 – 3-1 | Offaly | Croke Park |

Munster Senior Hurling Championship
| Dungarvan 4 maggio 1924 Quarto di finale | Waterford | 3-0 – 8-3 | Cork | Shandon Grounds |

| Killarney 8 giugno 1924 Quarto di finale | Kerry | 3-1 – 6-2 | Tipperary | Killarney Park |

| Dungarvan 31 agosto 1924 Semifinale | Tipperary | 7-5 – 2-7 | Cork | Fraher Field |

| Dungarvan 5 ottobre 1924 Finale | Tipperary | 4-4 – 3-1 | Limerick | Fraher Field |

All-Ireland Senior Hurling Championship
| Dublino 9 novembre 1924 Semifinale | Dublin | 8-4 – 3-1 | Antrim | Croke Park |

| Dublino 23 novembre 1924 Semifinale | Galway | 3-1 – 2-3 | Tipperary | Croke Park |

| Dublino 14 dicembre 1924 Finale | Dublin | 5-3 – 2-6 | Galway | Croke Park |